# كازوتو إيشيدا (قاضي)
كازوتو إيشيدا (باليابانية: 石田和外؛ بالكانا: いしだ かずと) هو قاضي ياباني، ولد في 20 مايو 1903 في فوكوي في اليابان، وتوفي في 9 مايو 1979.